# Agastoschizomus juxtlahuacensis
Espèce
Agastoschizomus juxtlahuacensis est une espèce de schizomides de la famille des Protoschizomidae.

## Distribution
Cette espèce est endémique du Guerrero au Mexique,. Elle se rencontre dans les grottes de Juxtlahuaca à Quechultenango.

## Description
Le mâle holotype mesure 6,57 mm.

## Étymologie
Son nom d'espèce, composé de juxtlahuac[a] et du suffixe latin -ensis, « qui vit dans, qui habite », lui a été donné en référence au lieu de sa découverte, les grottes de Juxtlahuaca.

## Publication originale
- Montaño Moreno & Francke, 2009 : A new species of Agastoschizomus (Schizomida: Protoschizomidae) from Guerrero, Mexico. Texas Memorial Museum Speleological Monographs, no 7, Studies on the cave and endogean fauna of North America, V, p. 33-36 (texte intégral).